# شهرستان قاره
ناحیهٔ قاره (به عربی: مدیریة قارة) یک ناحیه در یمن است که در استان حجه واقع شده‌است. شهرستان قاره ۳۰٬۶۴۱ نفر جمعیت دارد.